# Genki Jirushi no Ōmori Song / Okashi Tsukutte Okkasuii!
Singles par Mini Moni
Ai~n Taisō / Ai~n! Dance no Uta
(2002) Mini Hams no Kekkon Song
(2003)
 Genki Jirushi no Ōmori Song / Okashi Tsukutte Okkasuii!  (げんき印の大盛りソング / お菓子つくっておっかすぃ~, ou Omori ... Okkasi) est le 6e single du groupe Mini Moni ; le single est cette fois une collaboration avec Ai Takahashi et 4KIDS, et est en fait attribué à Mini Moni to Takahashi Ai + 4KIDS (ミニモニ。と高橋愛+4KIDS).

## Présentation
Le single sort le 27 novembre 2002 au Japon sous le label Zetima, et est écrit et produit par Tsunku. Il atteint la 9e place du classement de l'Oricon. Il se vend à 30 609 exemplaires la première semaine, et reste classé pendant dix semaines, pour un total de 53 681 exemplaires vendus durant cette période. Il sort aussi le même jour au format "Single V" (VHS et DVD), contenant les clips vidéo des deux chansons.
C'est un single "double face A", contenant deux chansons et leurs versions instrumentales.
Les deux chansons ont été enregistrées spécialement pour le film Mini Moni ja Movie: Okashi na Daibōken!, qui met en vedette les neuf chanteuses : les quatre membres originales de Mini Moni, la future membre Ai Takahashi (de Morning Musume), et quatre fillettes débutantes du Hello! Project Kids surnommées pour l'occasion 4KIDS. 
Les deux chansons figureront sur la bande originale du film qui sortira trois mois plus tard, puis sur le second album du groupe, Mini Moni Songs 2 qui sortira un an après. 
Seule la première chanson, Genki Jirushi no Ōmori Song, est interprétées par les neuf chanteuses ; la seconde, Okashi Tsukutte Okkasuii!, n'est interprétée que par les quatre membres originales de Mini Moni.
Ce single aurait dû logiquement être le dernier de Mini Moni avec Mari Yaguchi, remplacée par Ai Takahashi à l'issue du film ; cependant, un autre single avec la formation originale du groupe sortira une semaine après, mais attribué à Mini Hams, servant cette fois de thème musical à un film tiré de la série anime Hamtaro, dans lequel Yaguchi apparait. Cette anomalie est due à la sortie simultanée des deux films.
Interprètes
- Mini Moni (Mari Yaguchi, Nozomi Tsuji, Ai Kago, Mika Todd)
- Ai Takahashi (future Mini Moni)
- 4KIDS (Maasa Sudo, Airi Suzuki, Risako Sugaya, Mai Hagiwara)

## Liste des titres
Toutes les chansons sont écrites et composées par Tsunku ; les arrangements sont de Takao Konishi (1&3) et Cher Watanabe (2&4).
| 1. | Genki Jirushi no Ōmori Song (げんき印の大盛りソング) / Mini Moni to Takahashi Ai + 4KIDS (ミニモニ。と高橋愛+4KIDS) | 4:09 |
| 2. | Okashi Tsukutte Okkasuii! (お菓子つくっておっかすぃ~) / Mini Moni (ミニモニ。)                                      | 3:59 |
| 3. | Genki Jirushi no Ōmori Song (Original Karaoke) (...オリジナル・カラオケ)                                            | 4:09 |
| 4. | Okashi Tsukutte Okkasuii! (Original Karaoke) (...オリジナル・カラオケ)                                              | 3:56 |

| 1. | Genki Jirushi no Ōmori Song (げんき印の大盛りソング) / Mini Moni to Takahashi Ai + 4KIDS (ミニモニ。と高橋愛+4KIDS) (clip vidéo) |  |
| 2. | Okashi Tsukutte Okkasuii! (お菓子つくっておっかすぃ~) / Mini Moni (ミニモニ。) (clip vidéo)                                      |  |